# Chondrodesmus montanus
Chondrodesmus montanus är en mångfotingart som först beskrevs av Pocock 1909.  Chondrodesmus montanus ingår i släktet Chondrodesmus och familjen Chelodesmidae. Inga underarter finns listade i Catalogue of Life.